# Zamek w Koninie
Zamek w Koninie – średniowieczny zamek w Koninie w Wielkopolsce. rozebrany w I połowie XIX wieku.

## Historia
Zamek powstał w drugiej połowie XIV wieku z inicjatywy Kazimierza Wielkiego, najpewniej w miejscu grodu spalonego w 1331 roku przez Krzyżaków. Znajdował się w południowo-zachodnim narożniku miasta na sztucznie usypanym wzniesieniu. Zbudowany na planie prostokąta, otoczony fosą (od południa dochodził do niej mur miejski) i podwójnymi wałami, przez które przerzucony był w kierunku miasta most zwodzony. We wschodnim rogu stała ośmioboczna wieża, a główny, dwukondygnacyjny budynek z piwnicami stał od strony zachodniej. Brama wjazdowa prowadziła przez stojącą obok trzypiętrową budowlę. Początkowo przy północno-zachodnim boku stał gmach mieszkalny, lecz zrujnowany, posłużył jako tworzywo do wznoszenia niemurowanych budynków mieszkańcom miasta. 
Zamek od XV wieku był siedzibą starostów konińskich. W 1433 roku był centrum dowodzenia armii polskiej, skąd Władysław Jagiełło śledził przebieg wyprawy przeciw siłom krzyżackim. W latach 1572–1573 pół roku spędził tutaj poseł francuski, biskup Walencji Jan Montluc, promujący kandydaturę Henryka Walezego na króla Polski. W 1655 po wkroczeniu Szwedów zamek został zniszczony i opuszczony. W późniejszym czasie podjęto prace przy jego odbudowie, ale już w 1707 roku, podczas III wojny północnej, został ponownie spalony. Całkowicie rozebrano go w I połowie XIX wieku. Ostatnie ocalałe fragmenty zamku znikły prawdopodobnie w latach 1844-1855.